# 97 Tauri
97 Tauri, eller V480 Tauri och i Tauri, är en pulserande variabel av Delta Scuti-typ (DSCTC) i Oxens stjärnbild.
97 Tau varierar mellan visuell magnitud +5,09 och 5,13 med en period av 0,042 dygn eller 60 minuter.